# 莊學申
莊學申（1709年4月2日—1763年5月3日，康熙四十八年二月二十三日－乾隆二十八年三月二十一日），字式南，號素園。江蘇省蘇州府吳縣（今屬蘇州市）人，祖籍常州府武進縣（今屬常州市），清朝政治人物。

## 生平
雍正十年（1732年）由蘇州郡庠生中式壬子科順天鄉試副榜。
十三年（1732年）中式乙卯科順天鄉試舉人。
乾隆二年（1737年）中式丁巳恩科第二甲第七十名進士出身。歸班銓選。以知縣候補。
十年（1745年）九月，籤分陝西乾州直隸州永壽縣知縣。敕授文林郎。
十一年（1746年）二月，奉飭驗明武功縣知縣劉育榘染患頭暈怔忡病症屬實，驗視具結。
後歸鄉不仕，二十八年（1763年）三月，卒，年五十五歲。

## 家庭及關連
莊學申屬毗陵莊氏第十二世。
- 祖父：莊朝生（1630年－1701年），順治六年進士，官至河南提學道僉事。遷居蘇州城東懸橋巷。
- 父：莊㝉（1689年－1752年），監生。
- 母：朱氏，敕封恭人，翰林院侍讀學士朱典之女。
- 學申排行第一，另有六弟、一妹：
  - 莊汝明（1711年－1800年），乾隆元年舉人，崑山縣教諭。
  - 莊學和（1712年－1792年），乾隆十年進士，官四川保寧府知府。
  - 莊汝益（1714年－1755年），順天增生，娶奉天張氏雲南督糧道張士伋之女。
  - 莊學琦（1716年－1751年）。
  - 莊齡（1721年－1787年），監生，官安徽涇縣茹蔴司巡檢。
  - 莊學沂（1724年－1769年），監生，州吏目。
  - 妹一，適元和史述祖。

### 妻妾
- 正室：張氏，敕贈孺人，州同張贊之女。
- 繼室：朱氏，敕贈孺人，州同朱斌之女。
- 繼室：丁氏，敕封孺人，江西硤江縣知縣丁鋐之女。
- 側室：馮氏。

### 子女
有二子一女。
- 長子：莊世澧（1753年－？年），繼丁氏出，監生。
- 次子：莊世貴（1757年－？年），庶馮氏出。
- 女，繼丁氏出，適山東知縣湯大夏。